# 신창주
신창주(1985년 11월 20일 ~ )는 대한민국의 연극배우 겸 영화배우이다.

## 학력
- 안양외국어고등학교
- 한양대학교 연극영화학과 학사

## 경력
- 창작집단 'LAS' 단원

## 출연작

### 드라마
- 2018년 MBC 월화드라마 《위대한 유혹자》 ... 박규정 역

### 영화
- 2006년 《내가 점 본 얘기 해 줄까?》- 종범 역
- 2006년 《방과후 옥상》- 김박사 역
- 2018년 《담배를 태우는 법》